# ری تیلر
رِی تِیلِر (انگلیسی: Ray Taylor؛ ۱ دسامبر ۱۸۸۸ – ۱۵ فوریه ۱۹۵۲) یک کارگردان اهل ایالات متحده آمریکا بود.
از فیلم‌های او می‌توان به تارزان نیرومند اشاره نمود.